# Fővám tér

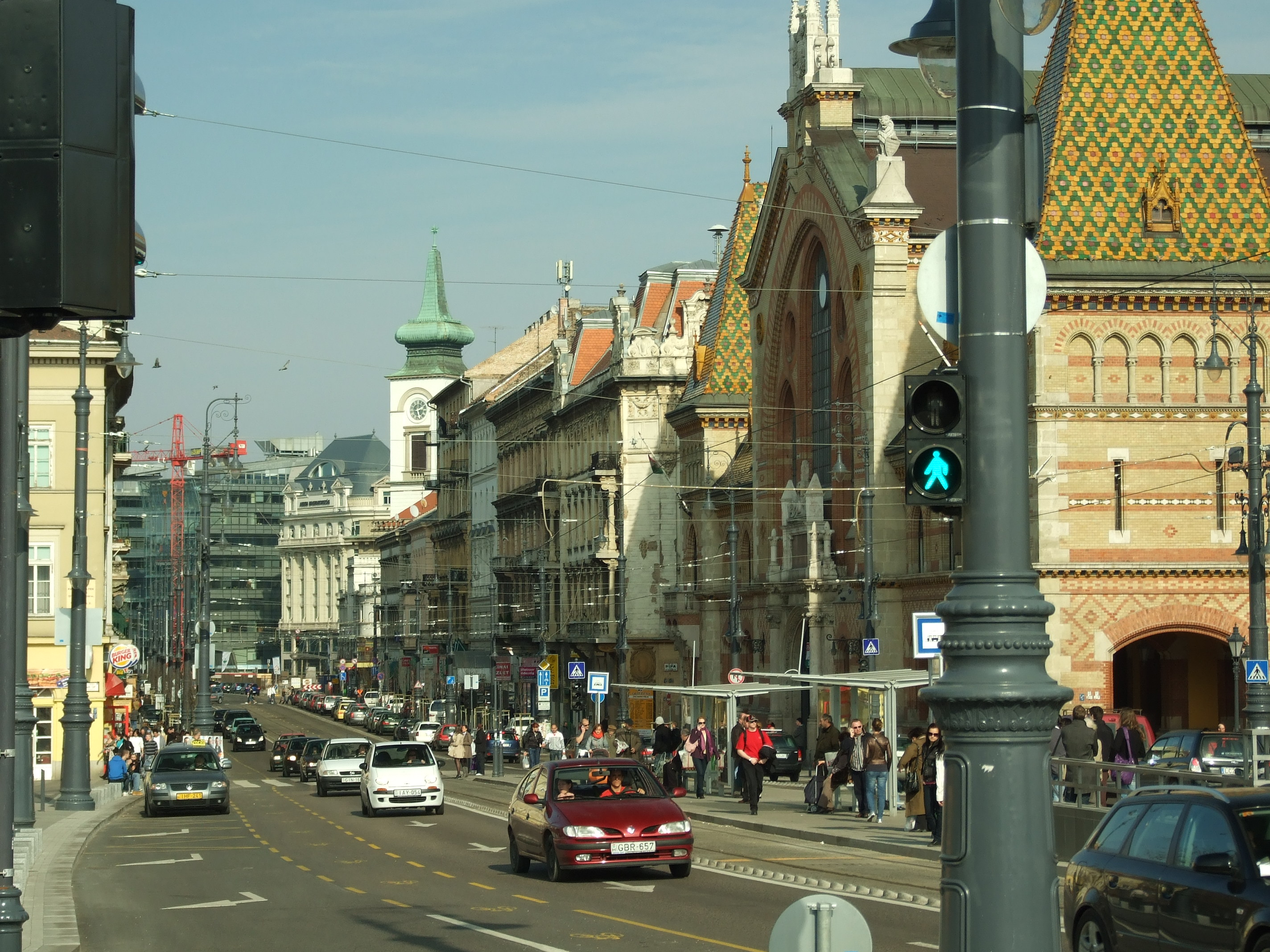
Fővam tér

Fővám tér – budapeszteński plac na wschodnim brzegu Dunaju tuż przy Moście Wolności. Przy południowej części placu znajduje się ogromna hala targowa. Jedną z uliczek odchodzących od Fővám tér jest słynna Váci utca. Od 2014 roku pod placem istnieje stacja czwartej linii metra - Fővám tér.